# Примара (фільм, 2010)
«Прима́ра» (англ. The Ghost Writer) — британський політичний трилер режисера Романа Полянського 2010 року, екранізація однойменного роману Роберта Гарріса. Фільм отримав приз на Берлінському кінофестивалі за найкращу режисуру. Головні ролі в фільмі виконують Юен Мак-Грегор та Пірс Броснан.

## Акторський склад
- Юен Мак-Грегор — гострайтер
- Пірс Броснан — Адам Ленґ, колишній прем'єр-міністр Великої Британії
- Олівія Вільямс — Рут Ленґ, дружина Адама
- Кім Кетролл — Амелія Блай, особиста асистентка Адама
- Тімоті Хаттон — Сідней Кролл, американський адвокат Адама
- Том Вілкінсон — Пол Емметт, професор Гарвардської школи права
- Джон Бернтал — Рік Рікарделлі, агент гострайтера
- Роберт П'ю — Річард Райкарт, колишній міністр закордонних справ Великої Британії
- Джеймс Белуші — Джон Меддокс, керівник «Рейнхарт» у Нью-Йорку
- Елай Воллак — старий чоловік на винограднику

## Сюжет
Сценарій фільму написав автор однойменного роману Роберт Гарріс у співпраці зі своїм давнім товаришем Романом Поланскі. Сюжет фільму дуже близько нагадує зміст роману, однак кінець фільму, де головний герой гине, був вигаданий Поланскі в останній момент перед зйомками.
У центрі сюжету фільму — інтрига навколо колишнього прем'єр-міністра Великої Британії Адама Ленга, роль якого у фільмі зіграв Пірс Броснан. За загадкових обставин гине його штатний письменник-мемуарист і на його місце наймають іншого «літературного негра», роль якого у фільмі зіграв Еван Макгрегор. За місяць письменник має закінчити мемуари, однак з початком його роботи у США, разом з колишнім прем'єр-міністром вибухає політичний скандал: Адама Ленга звинувачують у скоєнні військових злочинів і Міжнародний суд збирається розглянути його справу.
Занурюючись у мемуари Ленга письменник знаходить нові матеріали, які занепокоюють його і він починає власне розслідування загадкової загибелі попереднього мемуариста. Дуже швидко головний герой опиняється у вирі шпигунських пристрастей та переслідувань, однак йому вдається познайомитися з політичним супротивником і колишнім міністром уряду Ленга Річардом Райкартом, який підтверджує підозри письменника у зв'язках Ленга з ЦРУ. Несподівано, Адам Ленг гине у результаті замаху, однак в кінці фільму головному герою вдається розшифрувати застереження попереднього мемуариста приховані у рукописі, у тому що причиною всьому є не Ленг, а його дружина.

### Головний герой
В інтерв'ю, даному з приводу прем'єри фільму, виконавець головної ролі Юен Мак-Грегор, заявив, що його герой — «примара», ще в тому сенсі, що він крутиться біля людей, які мало що про нього знають. Він один із тих, про кого відомо настільки мало, що кожен з глядачів може поставити себе на його місце. Як і будь-який письменник без імені, він, по суті, невдаха. Протягом всього фільму його б'ють, залякують і принижують, але це, здається, не надто діє на нього. Його відмінна риса — незворушність. В кінці фільму, він, ніби, кидає виклик Рут, дати зрозуміти силам, що стоять за нею, що він все знає про них. В той же час, відсутність у нього близьких друзів та родичів роблять його ідеальною мішенню для спецслужб.

### Тоні Блер
Сюжет фільму, так як і роман зосереджується на постаті прем'єр-міністра Великої Британії, який у багатьох рисах нагадує Тоні Блера. Автор роману, Роберт Гарріс зізнався, що був персонально знайомий з Блером і вважав себе одним з його прихильників. Ставлення автора до Блера змінилося з початком війни в Іраку, де також за ініціативи Блера, Велика Британія брала участь. Детективний сюжет роману і фільму був вигадкою автора, віддзеркаленням негативного ставлення більшості британців до співпраці Тоні Блера з американським президентом Джорджем Бушем. Справжні мемуари Тоні Блера під назвою «Подорож» вийшли друком 1 вересня 2010 року.

### Розбіжності між романом і екранізацією
- У сценарії кінофільму відсутні згадки спроби письменника скопіювати рукопис мемуарів до інтернету. Завантажені до електронної пошти мемуари Ленга загадковим чином зникли із сервера і головний герой так і не зміг перенести електронну копію на свій комп'ютер.
- Переслідування головного героя агентами ЦРУ почалися у комп'ютерному кафе зразу після відвідин Пола Емметта, а не на поромі, як зображено у кінофільмі.
- На відміну від кіноверсії, зустріч письменника із колишнім міністром Річардом Райкером відбулася у готелі у Нью-Йорку, а не біля поромної переправи.
- За сюжетом роману Адам Ленг гине внаслідок вибуху та самогубства терориста, який також завдає рани і головному герою. Після вибуху письменник отримує ще місяць для видужання та закінчення мемуарів, у той час як у фільмі мемуари закінчені майже зразу після замаху на прем'єр-міністра.
- У романі головний герой розшифровує послання попереднього мемуариста згодом, вже вдома, а не під час прийому з участю дружини Ленга. Письменник і Рут Ленг зустрічаються під час прийому і розходяться друзями у добрих стосунках.
- Хоча в кінці кінофільму головний герой гине, у романі інше закінчення: письменник збирає факти співпраці Рут Ленг з ЦРУ і залишає їх у надійному місці як гарантію своєї недоторканості і захисту від можливих замахів агентів ЦРУ.

### Прокат
Світова прем'єра фільму відбулася на Берлінському кінофестивалі в лютому 2010-го. Комерційний успіх фільму був помірним, як і слід було очікувати від фільму з антиамериканським настроєм, явно не розрахованим на смаки консервативної частини американських глядачів. Пік касових зборів прийшовся на квітень, а до українських кінотеатрів фільм дійшов тільки в серпні, коли за зборами він уже зрівнявся з «Пороком на експорт» — артгаузним трилером Девіда Кроненберга, який неодноразово порівнювали з «Примарою».

## Нагороди
- 2010 Премія Асоціації кінокритиків Лос-Анджелеса:
  - за найкращу музику — Александр Деспла